# Юрій Далматин
Юрій Далматин (* близько 1547, Кршко — 31 серпня 1589, Любляна) — словенський протестантський теолог і письменник .

## Життєпис
Юрій Далматин народився в Кршку, його родина була з Далмації . Він навчався у вісімнадцятирічному віці в Кршку в Адама Богорича, завдяки якому він зазнав впливу протестантизму . Потім навчався у Віртенберзі та в Бебенгаузені на північ від Тюбінгена . В  серпні 1566 року він вступив до Тюбінгенського університету . В  березні 1569 р. він отримав ступінь бакалавра, в серпні 1569 р. ступінь магістра. Він опублікував магістерську дисертацію De catholica et catholicis disputatio книзі в  1672 році. Навчання за кордоном стало можливим завдяки Богоричу і Трубару . В  липні 1574 він став директором державної школи в  грудні 1574 — серпні 1583 і знову з лютого 1584 по лютий 1585 він відвідував місто Каченштайн кожні п'ять-шість тижнів, де проводив церковні церемонії. В  квітні 1580 р. він був обраний членом першої офіційної ради крайнських протестантів.
Далматин завершив переклад Старого та Нового Завіту, перекладений текст мав підтримку суспільних станів словенських провінцій. Переклад Біблії був важливим головним чином тому, що він заклав книжкову основу словенської мови та довів зрілість мови для професійних та художніх творів. Біблія була вперше надрукована в друкарні Янеза Мандельца в Любляні, проте рішучий опір Люблянського архієпископства та заборона друку означали, що друк може продовжуватися лише за межами Любляни. Зрештою переклад Біблії був опублікований у Віттенберзі в у 1584 р., тобто в тому самому місці та році, що і Богоричова Arcticae horulae . З початком контрреформації роботи словенських авторів реформації були знищені, граматика Богорича була врятована і завдяки винятку в Римі єпископ Томаж Грен зберіг і Далматинів переклад Біблії.
Далматин мав дружину Барбару, з якою у нього було четверо дітей: Янеза, Катерину, Єлизавету та Марка.